# Siemowit I

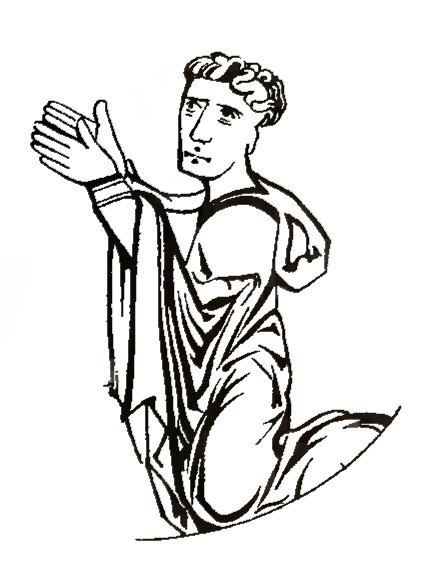
Siemowit I mazowiecki na patenie fundacji Konrada I mazowieckiego

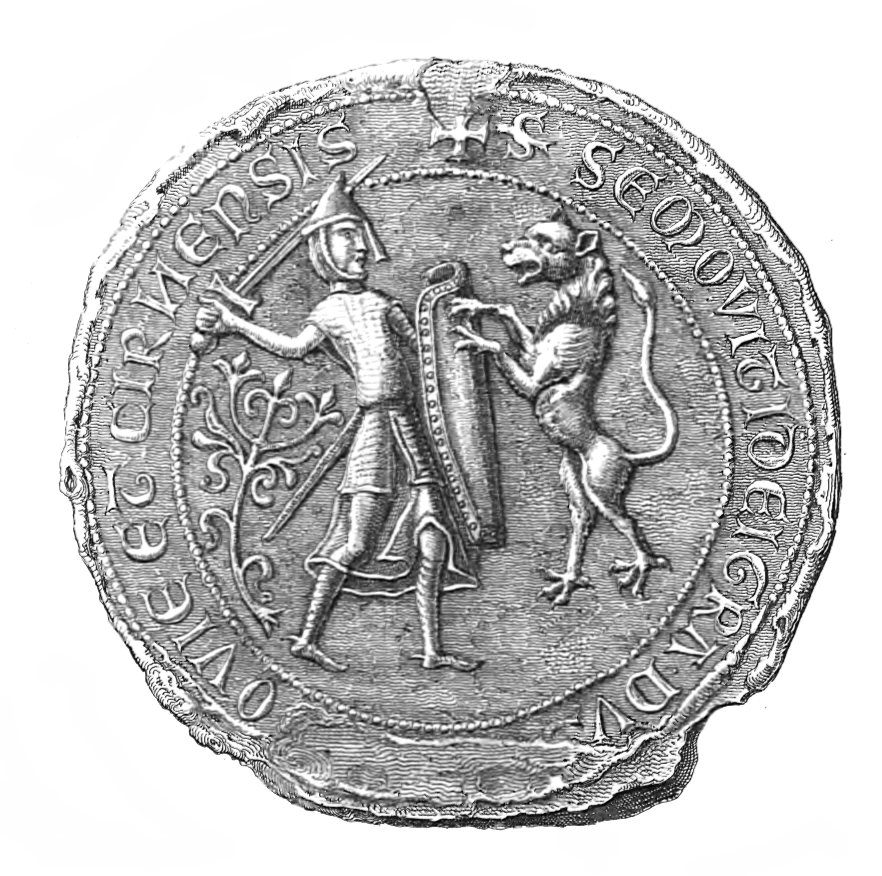
Pieczęć Siemowita I mazowieckiego z 1262

Siemowit (Ziemowit) I mazowiecki (ur. ok. 1215, zm. 23 czerwca 1262) – w latach 1247–1248 książę czerski, w latach 1248–1262 na całym Mazowszu.

## Genealogia
Siemowit I mazowiecki urodził się ok. 1215 roku, był trzecim pod względem starszeństwa synem księcia mazowieckiego Konrada I i księżniczki nowogrodzkiej Agafii, córki księcia Świętosława Andrzeja Igorewica, władającego Nowogrodem, a pod koniec życia także Przemyślem. Imię księcia nawiązywało do Siemowita, który według Kroniki Galla Anonima był pradziadem Mieszka I. Przyjęte przez Konrada pod wpływem fascynacji Kroniki Wincentego Kadłubka, imię to zostało wśród Piastów mazowieckich, obok imienia Bolesław, jednym z najczęściej używanych imion męskich.
| 4. Kazimierz II Sprawiedliwy zm. 5 maja 1194 |  |                                                |  |  |                                              |
|                                              |  | 2. Konrad I mazowiecki zm. 31 sierpnia 1247    |  |  |                                              |
| 5. Helena znojemska zm. między 1202 a 1206   |  |                                                |  |  |                                              |
|                                              |  |                                                |  |  | 1. Siemowit I mazowiecki zm. 23 czerwca 1262 |
| 6. Światosław III Igorowicz                  |  |                                                |  |  |                                              |
|                                              |  | 3. Agafia Światosławówna zm. po 2 czerwca 1248 |  |  |                                              |
| 7. Jarosława                                 |  |                                                |  |  |                                              |
|                                              |  |                                                |  |  |                                              |

## Pod opieką ojca (ok. 1215-1247)
Przez pierwsze lata swojego życia Siemowit nie odgrywał znaczącej roli w polityce Konrada mazowieckiego. Występował w kilku nadaniach, których Konrad udzielał „za zgodą” Bolesława I mazowieckiego i Siemowita, ale młodzi książęta nie mogli mieć wtedy żadnego wpływu na politykę ojca. Symptomatyczny jest brak Siemowita na wielu ważnych dokumentach Konrada, przy jednoczesnym występowaniu dwóch starszych braci. Nie ma Siemowita w 1228 r. w Skaryszowie, na zjeździe Konrad mazowieckiego z Grzymisławą, małżonką księcia Leszka Białego, na którym to zjeździe Konrad walczył o prawo do opieki nad małoletnim Bolesławem V Wstydliwym. Brak Siemowita także na innych dokumentach, gdzie świadkami są jego bracia. Po 1239 r. prestiż Siemowita wzrósł. Zaczął wtedy bywać częściej w otoczeniu ojca, a ten robił nawet nadania na prośbę syna. Siemowit w 1241 r. brał także udział w wyprawach na Kraków i popierał Konrada w walce o Wawel. Czasami pojawiał się na dokumencie przed starszym Kazimierzem I kujawskim. Uogólniając, Siemowit traktowany był przez Konrada mazowieckiego kategorycznie inaczej niż dwaj jego starsi bracia. Brak na ważnych dokumentach pomimo obecności na zjeździe, tak jak to było w Zgierzu w 1231 r., pokazuje na odsunięcie Siemowita od polityki prowadzonej przez Konrada. Bolesław I mazowiecki i Kazimierz I kujawski, bardziej wprawieni i żądni uznania, doskonale spisywali się w planach ojca. Dla Siemowita brakowało w nich miejsca.
Konrad mazowiecki za swego życia wyznaczył dwóm najstarszym synom dzielnice. Kazimierz kujawski od 1233 stał się samodzielnym władcą Kujaw, choć uznawał teoretyczne zwierzchnictwo ojca. Pierworodny Bolesław mazowiecki dostał w 1234 r. od Konrada Mazowsze „właściwe”, czyli ziemię na prawym brzegu Wisły.
Niezwykle ambitny Kazimierz Konradowic nie czuł się zadowolony z obszaru, który dostał od ojca. Poprzez układ z Henrykiem Pobożnym, powiększył swój dział o kasztelanię lądzką. „Kontrakt” ten godził pośrednio w politykę krakowską Konrada. W 1239 r. wzburzony samowolą Kazimierza ojciec kazał Siemowitowi schwytać scholastyka płockiego Jana Czaplę, wychowawcę Kazimierza. Pojmanego kapłana skazał na tortury i powieszenie. Po tym przerażającym wydarzeniu Konrad wspólnie z żoną zostali ekskomunikowani. Interesujące, że ekskomunikowany nie został Siemowit. Prawdopodobnie nie był traktowany jako decydent, a jedynie jako wykonawca woli ojca.
9 lipca 1239 roku Siemowit I uczestniczył w zgromadzeniu, które odbyło się z inicjatywy arcybiskupa Pełki w Przedborzu. Prawdopodobnie wówczas Konrad zrzekł się na rzecz Grzymisławy i jej syna Bolesława Wstydliwego pretensji do Ziemi Sandomierskiej.
18 września 1241 roku w okolicy Solca Kujawskiego, na lewym brzegu Wisły, naprzeciw Kępy Pędzewskiej Siemowit wziął udział w wiecu zwołanym przez Konrada I Mazowieckiego. Na zgromadzeniu swoją obecność odnotowali również bracia Siemowita i książę wschodniopomorski(gdański) Świętopełk II Gdański. Przypuszczalnym celem spotkania było unormowanie stosunków Konrada ze Świętopełkiem. Przyjmuje się, że do ugody obu stron w efekcie nie doszło.
Po fiasku rozmów ze Świętopełkiem, jakie miało miejsce podczas zjazdu z września 1241 r., dokładnie 20 września 1242 roku Siemowit wspólnie z braćmi i ojcem wziął udział w zawarciu z Zakonem Krzyżackim w osobie mistrza krajowego pruskiego Henryka von Weida układu pokojowego (przyjmuje się, że był to pierwszy sojusz polsko-krzyżacki), wymierzonego w Świętopełka II Gdańskiego. Książęta mazowieccy w zamian za określone nabytki terytorialne w pruskiej ziemi lubawskiej i opanowane w walce ziemie pomorskie aż do rzeki Wisły, zobowiązywali się wspomagać Zakon w walkach ze Świętopełkiem tak długo, aż nie zostanie on zwyciężony bądź sam nie będzie prosił o pokój.

## Siemowit samodzielnym księciem
Po śmierci Konrada I mazowieckiego (31 VIII 1247 r.), Siemowit I mazowiecki objął tylko dzielnicę czerską. Dział Siemowita miał początkowo obejmować także księstwo ojca ze stołeczną Łęczycą. Jednak teren ten (po śmierci Konrada I) nie dostał się jego najmłodszemu synowi, ponieważ Kazimierz I książę kujawski, wykorzystując obecność Siemowita I przy organizacji pogrzebu ojca, oraz nie uznając testamentu ojca, zajął Łęczycę, Spicymierz, Sieradz i Rozprzę. Dlatego Mazowsze od września 1247 do grudnia 1248 (śmierć Bolesława I) składało się z dwóch księstw. Pierwszym księstwem ze stolicą w Płocku (całe Mazowsze północne) władał Bolesław I, natomiast południową część dzielnicy, ze stolicą w Czersku, posiadał Siemowit I. Po bezdzietnej śmierci Bolesława w grudniu 1248 r., Siemowit I objął w posiadanie tylko Mazowsze płockie, ponieważ ziemię dobrzyńską (wchodzącą w skład dzielnicy Bolesława) zawładnął starszy brat Kazimierz. Wtedy również doszło do ustalenia nowej granicy mazowiecko-kujawskiej, która biegła wzdłuż biegu Skrwy i która przetrwała aż do rozbiorów Polski.

## Walki z Jaćwieżą
Inicjatorem wspólnych mazowiecko-ruskich działań przeciwko Jaćwingom był Konrad Mazowiecki. Prawdopodobnie przyczyną zainteresowania się podbojem Jaćwieży były sukcesy, jakie odnosili krzyżacy w Prusach. Po śmierci Konrada program ten starali się kontynuować jego synowie Kazimierz i Siemowit. Z powodu na nieprzyjazny stosunek do siebie, programy ich działania były różne. Kazimierz w początkowym okresie swe intencje wobec plemion bałtyckich starał się urzeczywistnić tylko własnymi siłami. Siemowit zaś w sojuszu ze swym teściem Danielem Halickim, księciem halicko-wołyńskim.
Jesienią 1248 r., wspólnie z zastępami ruskimi i posiłkami księcia Bolesława Wstydliwego, Siemowit wziął udział w konflikcie zbrojnym przeciwko Jaćwieży. Miejscem zbiórki wojsk inwazyjnych był Drohiczyn. Siły polskie po ograbieniu pierwszej napotkanej osady podpaliły budynki, w ten sposób udaremniając możliwość zaskoczenia Jaćwingów. Spowodowało to nieporozumienia z Rusinami. W trakcie ekspedycji spór polsko-ruski narastał i dotyczył kwestii dowództwa nad wyprawą. W końcu wojska polskie podporządkowały się Danielowi, co zakończyło konflikt. Jaćwingowie, robiąc użytek z trudnych warunków terenowych, stosowali taktykę nękania przeciwnika gwałtownymi atakami. Mimo tego wojska mazowiecko-ruskie zdołały dotrzeć do Wizny. Jednak wyprawa zakończyła się niepowodzeniem. Pomimo spustoszenia znacznych terenów oraz pojmania wielu jeńców nie uzyskano najważniejszego celu wyprawy, jakim było uzależnienie tej części Jaćwieży.
Siemowit znowu wyprawił się przeciwko Jaćwingom w 1253 r. wspólnie z Danielem Romanowiczem (nowo koronowanym władcą Rusi halicko-włodzimierskiej), a także z jego synem Lwem Halickim. Tak jak podczas pierwszej wyprawy miejscem zbiórki wojsk inwazyjnych był Drohiczyn. Podczas działań militarnych ponownie doszło do sporów między Rusinami i Polakami. Pomimo tego, Rusinom udało się uzyskać pewne sukcesy. Lew zdołał rozbić oddziały kunigasa jaćwieskiego Stekinta. Z tego też powodu inny dowódca jaćwieski Komat obiecał uznać zwierzchnictwo Daniela. Wojska włodzimiersko-mazowieckie dotarły do grodu Raj, ale po spustoszeniu okolicznych terenów zawrócono. Definitywnie więc kolejna ekspedycja Daniela nie odniosła spodziewanych sukcesów.
Również na przełomie 1255/1256 r. Siemowit I uczestniczył w wielkiej wyprawie przeciwko Jaćwingom wspólnie z książętami ruskimi (m.in. Danielem i jego synami: Lwem, Romanem i Szwarnem), a także z rycerstwem małopolskim z księstwa Bolesława Wstydliwego. Trzecia wyprawa była najlepiej przygotowana strategicznie, przysporzyła też wymierne korzyści. Zdaje się, że była też najliczniejsza. W czasie wyprawy starano się wykorzystać doświadczenia z poprzednich. W początkowej fazie konfliktu wybrano głównego wodza – Daniela. Cała, wystarczająco liczna armia została podzielona na mniejsze formacje. Z przodu i z tyłu były oddziały zabezpieczające. Często wykorzystywano zwiady z przewodnikami jaćwińskimi. Wojska koalicji wyprawiły się w głąb terytorium jaćwieskiego, niszcząc przy okazji liczne grody. Dalsze działania wojenne skłoniły kunigasów do poddania się władzy Daniela. Królestwo halicko-włodzimierskie rozciągnęło swoją władzę zwierzchnią nad południową Jaćwieżą.
Książęta polscy Siemowit i Bolesław także uzyskali korzyści z tej wyprawy. Wygląda na to, że zaraz po bitwie Siemowit ściągał daninę z ziem pogan.  Należy domniemywać, że nie była mniejsza niż 1/6 całości dochodów, jakie Daniel uzyskiwał z terytorium Jaćwingów.

## Sojusz z zakonem krzyżackim
W polityce Siemowita istotną rolę odgrywały jego stosunki z zakonem krzyżackim. Jesienią 1254 r. (prawdopodobnie w drugiej połowie roku) w Raciążu na Mazowszu Siemowit I zawarł wspólnie ze swoim teściem Danielem Romanowiczem pakt z wicemistrzem krajowym w Prusach Burchardem von Hornhausen. Zgodnie z porozumieniem, Siemowit I i Daniel, za pomoc przeciwko wspólnym wrogom, szczególnie Jaćwingom, mieli dostać prawo do trzeciej części ziem jaćwieskich. Wprawdzie w dokumencie raciąskim, wydanym przez wicemistrza krajowego za zgodą Daniela i Siemowita I, nie ma co prawda mowy o księciu kujawskiem, to trafnie przyjmują badacze, że przymierze to było wymierzone przeciwko Kazimierzowi, którego polityka w stosunku do Jaćwieży przedstawiała zagrożenie dla krzyżaków. Równocześnie sojusz ten rozpoczął okres ściślejszej współpracy księcia mazowieckiego z zakonem krzyżackim, trwającym aż do śmierci księcia.

## W niewoli
Niebawem po zawartym przymierzu Siemowita z Zakonem, Kazimierz kujawski uwięził Siemowita i jego żonę Perejesławę na zamku sieradzkim, jednocześnie przejmując rządy na Mazowszu. W wyniku interwencji legata papieskiego i księcia Bolesława Wstydliwego, Kazimierz uwolnił brata z niewoli w oktawę Wielkiej Nocy w 1255 r., równocześnie egzekwując na nim porozumienie w sprawie jaćwieskiej. Doszło wówczas do pojednania między braćmi. Wkrótce obaj Konradowice przystąpili do przymierza przeciwko księciu pomorskiemu Świętopełkowi.
W 1255 r., kiedy Siemowit jeszcze przebywał w niewoli, Mściwoj II zajął wielkopolski gród Nakło. Przemysł I zebrał konfederację złożoną z części władców piastowskich tj. Kazimierza kujawskiego, Bolesława Pobożnego, Bolesława Wstydliwego i Siemowita i wyruszył odbić utraconą ziemię. Siemowit wysłał na wojnę 800 swoich bojowników. Próba odbicia grodu ze względu na złe warunki pogodowe zakończyła się niepowodzeniem.

## We współpracy z krzyżakami przeciwkoKazimierzowi
W sierpniu 1257 r. potwierdzona jest obecność dwóch Kondradowiców na wspólnym zjeździe z krzyżakami we Włocławku, na którym Siemowit I wydał dokument dla zakonu krzyżackiego, zawierający ugodę z wicemistrzem krajowym Gerardem von Hirschbergiem oraz komturami: chełmińskim, dzierzgońskim i toruńskim, jednocześnie obiecywał respektować bieżącą granicę z państwem krzyżackim i nie zgłaszał pretensji do ziem, które w najbliższym czasie zdobędzie Zakon. Poprawne relacje pomiędzy Konradowicami nie trwały zbyt długo, ponieważ w 1259 r. Siemowit I przystąpił do sojuszu, m.in. z Bolesławem Wstydliwym i Danielem Romanowiczem, wymierzonego w księcia kujawskiego. Wymienieni władcy wtargnęli do księstwa Kazimierza I, grabiąc ziemię łęczycką, którą przekazali we władanie Siemowitowi; następnie przejął ją syn Kazimierza I, Leszek Czarny. Uczestnictwo w tej koalicji zbrojnej oraz interwencja w wewnętrzne sprawy księstwa Kazimierza, rodziły niebezpieczeństwo karnej wyprawy na Mazowsze.
Dlatego być może, Siemowit I po raz kolejny zadecydował zacieśnić współpracę z krzyżakami. 15 VI 1260 r. w Troszynie leżącym na lewym brzegu Wisły pod Płockiem, przystąpił z mistrzem krajowym w Prusach, Hartmudem von Grumbachem, do traktatu dotyczącego zagarnięcia i utrzymania Jaćwieży. Zakon poświadczył księciu mazowieckiemu prawo do 1/6 części ziemi jaćwieskiej (terenem tym był obszar między Biebrzą, Narwią i Supraślą), jednocześnie zobowiązując go do udzielenia wsparcia w rejzach krzyżackich na pogan. W zamian Siemowit I mógł liczyć na pomoc Zakonu w razie agresji ze strony wrogów. Niewątpliwie książę obawiał się nie tylko starszego brata Kazimierza I, ale także Litwy władanej przez Mendoga.

## Najazd Litwinów 1262 r.
Trudno ustalić dokładną liczbę litewskich najazdów na Mazowsze w XIII wieku z powodu różnych dat jednego ataku przedstawianych przez różne źródła bądź nieprecyzyjne nazwania agresorów, gdyż pod nazwą „Prusowie” często rozumiano Litwinów, Prusów i Jaćwingów.
W 1258 r. doszło do napaści na Mazowsze Litwinów pod przywództwem księcia żmudzkiego Trojnata, siostrzeńca Mendoga. Jedynym źródłem opisującym o tym zdarzeniu jest przekaz Długosza informujący, że Litwini podczas wyprawy zniszczyli okolice Czerwińska oraz zagarnęli gród książęcy Orszymowo, leżący na północ od Wyszogrodu, uśmiercając i biorąc do niewoli ludność. Historycy różnorodnie tłumaczą genezę ataku z 1258 r. (np. porozumienie pomiędzy Litwinami i Kazimierzem kujawskim w celu ukarania brata za związki z krzyżakami), ale brak jest jednoznacznych dowodów.
W historiografii są podzielone zdania na temat wydarzeń z lat 1260–1262.
Część historyków jest zdania, że w 1260 i 1262 r. były dwa najazdy Litwinów na Mazowsze, inni natomiast, że był tylko jeden w 1262 r. Być może w 1260 r. – za Kroniką wielkopolską – był najazd litewski pod dowództwem Mendoga na Mazowsze płockie, w którego trakcie zagrabiono drzwi płockie i wzięto je aż do Nowogrodu Wielkiego.
Być może jak przekonuje A. Szweda, był jeden najazd w 1262 r. (dokładnie potwierdzony źródłowo i datowany). I tak klęska krzyżaków pod Durbe, wybuch II powstania pruskiego (20 IX 1260 r.) oraz kolejna porażka oddziałów inflanckich pod Lielwarde (3 II 1261 r.) sprawiły zwrot w polityce Mendoga, litewskiego króla. Zwycięscy Żmudzini nawiązali formalny kontakt z Mendogiem, przyrzekając uznać jego zwierzchnictwo. Ceną za to działanie miało być porzucenie chrześcijaństwa i zerwanie z krzyżakami. Dlatego też, w pierwszej połowie 1261 r. Siemowit I mazowiecki jako sprzymierzeniec Zakonu został również jednym z istotnych wrogów państwa litewskiego.
Późną wiosną 1262 pod dowództwem Trojnata ruszyła wyprawa zbrojna Litwinów i Rusinów na Mazowsze. Jeden z oddziałów uderzył w kierunku Pomezanii, drugi zagon uderzył na ziemię chełmińską i w drodze powrotnej spalił Płock, opuszczony przez Siemowita. Trzeci oddział skierował się w stronę Jazdowa.
Dowódcą oddziału był, według Kroniki wielkopolskiej, Szwarno, syn Daniela. Źródła ruskie, lepiej zapewne w tej kwestii poinformowane niż polskie, mówią o obecności w Jazdowie Ostafija Konstantynowicza, księcia Riazania. Był on w tym okresie we wrogich stosunkach z Danielem halickim. Dlatego też jego udział w wyprawie na Mazowsze jest zatem zrozumiały. Uznajmy teoretycznie, że to właśnie on dowodził jednym z oddziałów.
W Jazdowie wraz z najstarszym synem Konradem II przebywał Siemowit. Mazowszanom być może udałoby się wytrzymać oblężenie wojsk litewskich, nieprzygotowanych do dłuższego pobytu na ziemi wroga (zwłaszcza że rychło mogła przyjść pomoc od sojuszników Siemowita), lecz na skutek zdrady, przez jednego z ludzi Siemowita, Goszcza, wojskom litewsko-ruskim udało się wtargnąć do Jazdowa. W zamieszaniu bitewnym zginął (23 czerwca) książę Siemowit I mazowiecki, zaś jego najstarszy syn Konrad trafił do niewoli, skąd wrócił dopiero po dwóch latach. Siemowit został zabity na miejscu, przypuszczalnie przez dekapitację. Niektóre źródła podają wiadomość o spaleniu jego zwłok.
Władanie w dzielnicy po śmierci Siemowita I objęła jego żona Perejesława, która w przymierzu z Bolesławem Pobożnym doprowadziła w niedługim okresie do odbudowy dzielnicy, zdewastowanej najazdem litewskim.

## Następstwo po Siemowicie
W 1247 lub 1248 Siemowit pojął za żonę Perejesławę, córkę ruskiego księcia Daniela halickiego (mogła wywodzić się z kręgu Rurykowiczów, spokrewnionych z władającymi Rusią halicko-wołyńską). Siemowit doczekał się trójki dzieci, dwóch synów: Konrada II czerskiego i Bolesława II mazowieckiego oraz córki Salomei, późniejszej mniszki w klasztorze w Skale.